# Гамбург-Баренфельд
Баренфельд (нім. Bahrenfeld) — частина району Альтона вільного та ганзейського міста Гамбург. Перші згадки про Баренфельд датуються 1256 роком. У 1890 році Баренфельд був передміщен у місто Альтона. У 1938 році, за часів нацистської Німеччини, після прийняття «Закону Великого Гамбурга» (нім. Groß-Hamburg-Gesetz) Баренфельд (у складі Альтони) був об'єднан з Гамбургом.